# Битва за Краматорськ
Бої за Краматорськ — бойові дії в Краматорську на Донеччині, які тривали з 12 квітня по 5 липня 2014 року, частина збройного конфлікту на сході України. Початком боїв вважається 12 квітня, коли бойовики «ДНР» захопили місто. На початковому етапі бойовики активно використовували мирне населення для блокування українських армійців.

## Перебіг подій

### Захоплення міста
12 квітня 2014 близько тисячі проросійськи налаштованих людей зібралися на мітинг біля міськвиконкому. Вони вимагали від мера міста Геннадія Костюкова визнати ДНР. Однак, не дочекавшись його, мітингувальники зайшли в приміщення виконкому і вивісили над будівлею прапор самопроголошеної республіки. Слід відзначити, що міліціонери, які знаходилися біля міськвиконкому їм не перешкоджали.
- Прапор самопроголошеної республіки над будівлею Краматорської міської ради. 12 квітня 2014.
- Блок-пост на в'їзді до Краматорська. 19 квітня 2014.

Згодом озброєні люди, що назвали себе «народними ополченцями», розпочали штурм міського відділу міліції. Правоохоронці були завчасно попереджені про можливу атаку і встигли до неї підготуватися. Коли озброєні сепаратисти наблизилися до будівлі, керівник місцевої міліції Віталій Колупай особисто вийшов до них і намагався вступити в переговори. Однак «ополченці» відкрили вогонь у повітря, а потім почали робити постріли й по вікнах будівлі. Міліціонери, у відповідь періодично відстрілювалися, але жодного нападника поранено не було. Під час атаки до терористів приєдналися декілька десятків місцевих жителів, але без зброї. У результаті штурму, який тривав протягом кількох годин, їм вдалося захопити міськвідділ. Сепаратисти облаштували в ньому свій штаб, при цьому жодного зі співробітників міліції силою не утримували, єдине, що вимагали — здати зброю. Після завершення штурму біля міліціонерського відділення зібралися місцеві жителі. Перед ними виступив представник ДНР, але його слова викликали обурення. Частина місцевих жителів висловлювала обурення діями озброєних бойовиків і скандували перед захопленим райвідділком «Україна!».
Біля захоплених адмінбудівель прихильники ДНР розпочали споруджувати барикади. Наступного дня вони встановили блок-пост біля військового аеродрому. Згодом до сепаратистів прибуло підкріплення зі Слов'янська — 28 озброєних бійців на чолі з «Терцом», після чого їм вдалося повністю взяти місто під свій контроль.
Таким чином, невеликому загону озброєних сепаратистів, який складався з кількох десятків осіб, за підтримки частини місцевих жителів, вдалося захопити ключові адмінбудівлі та повністю взяти місто під свій контроль. Хоча краматорське відділення міліції нараховувало 380 співробітників, однак вони майже не чинили опору прихильникам ДНР. Крім того, сепаратистам вдалося захопити у міськвідділку 500 одиниць вогнепальної зброї.

### Перша спроба визволення (15-18 квітня)

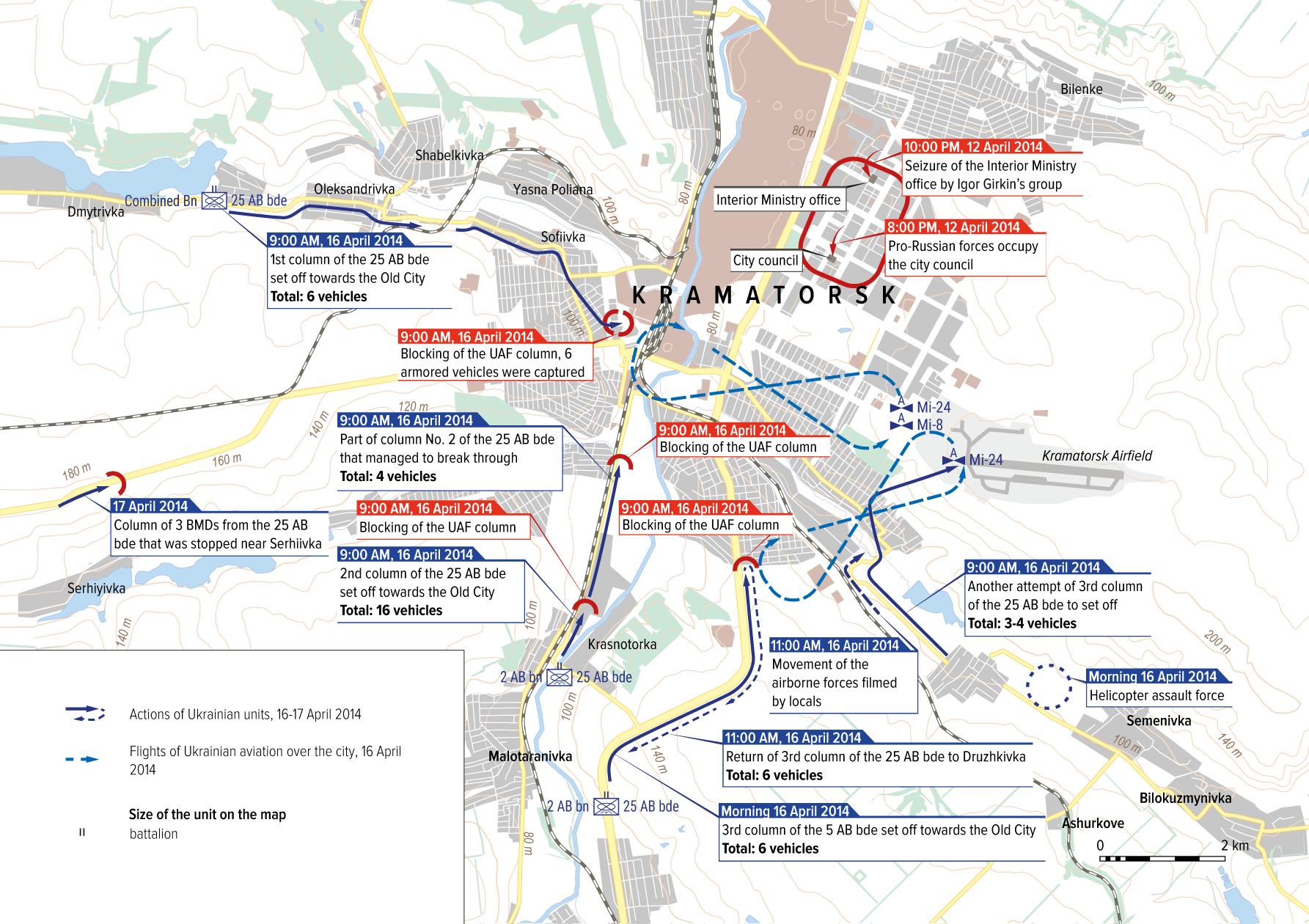
12 квітня 2014 року проросійські війська зайняли центр, 16 квітня — українська 25 ОПДБр входить у місто з кількох напрямків та блокує до нього в'їзди.

15 квітня сепаратисти залишили міське відділення міліції, однак перед цим розгромили його та пограбували. В той же день озброєні терористи почали штурм Краматорського аеродрому, який мав стратегічно важливе значення для обох сторін конфлікту. На ньому знаходиться злітно-посадкова смуга здатна приймати транспортні літаки. Також аеродром був вигідною позицією, яка прикривала підходи до Слов'янська та Краматорська. Сам аеродром належав Повітряним силам України. На його території знаходилася військова частина та підрозділ армійської авіації, який мав на озброєнні вертольоти Мі-24П та Мі-8.
Близько 15:30 на аеродром хотів сісти літак, однак під час заходу на посадку його обстріляли із землі. Після цього він негайно перервав посадку та полетів. У відповідь на атаку українські силовики розпочали антитерористичні заходи.
15 квітня 2014 р. підрозділи українського спеціального призначення звільнили військовий аеродром у Краматорську від проросійських бойовиків. Під час звільнення аеропорту кількох терористів було взято у полон. 16 квітня ззовні території біля воріт аеродрому, який охоронявся тими ж українськими спецпризначенцями, зібралося декілька сотень цивільних (переважно у стані алкогольного сп'яніння), серед яких помічено також озброєних терористів. Представник українського спецпідрозділу зазначив, що вони спостерігають там
|  | 6 осіб були з автоматами АКС-У, один - зі снайперською гвинтівкою. |

16 квітня завезені у Краматорськ немісцеві «цивільні» блокують українських десантників, проводять агітаційну роботу і збирають розвіддані про українські сили. Згодом колона з трьох БМД українських військ вирвалася з блокади проросійських сил у Краматорську. Решта шістнадцять одиниць броньованої техніки та понад півсотні українських «десантників» змогли залишити населений пункт Пчолкіно, де були заблоковані озброєними терористами та цивільним населенням, лише після того, як віддали затвори й бойки від автоматів, без яких зброя не зможе вистрелити. Десантників блокувала і роззброювала спеціальна група кримінальних елементів з Донецька, якою керують російські офіцери. Були там також і місцеві роззяви, але роботу виконували приїжджі «цивільні». Всього у місті перебуває близько 300 терористів.. 17 квітня на засіданні Верховної Ради спікер Олександр Турчинов заявив наступне:
|  | Я хочу вас проінформувати, що 25-а окрема повітряно-десантна бригада, військові якої проявили боягузтво та здали зброю, буде розформована, а військові, які винні в цьому, будуть відповідати перед судом. … Відповідне доручення отримали Міноборони і Генпрокуратура. |

Цього ж дня патріотам Краматорська вдалося організувати мітинг на підтримку єдності України. Прибічники сепаратистів чисельністю близько 100 осіб при цьому здійснили спробу напасти на мітингувальників, проте були зупинені міліцією.

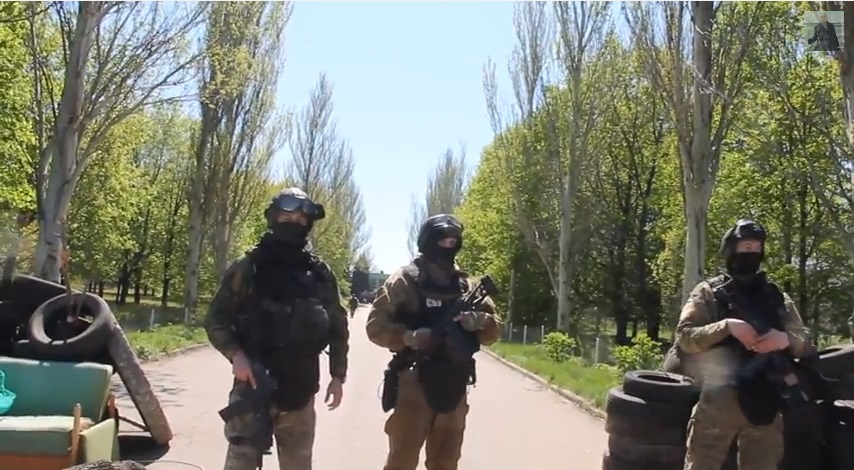
Співробітники СБУ під Краматорськом. 25 квітня 2014.

19 квітня 2014 року у результаті нещасного випадку поблизу Краматорська загинув український військовослужбовець, щодо чого розпочате слідство.
28 квітня солдат Дмитро Куриленко підірвався на пластиковій міні під час обстеження території на аеродромі Краматорська, вранці з молодшим сержантом Максимом Римбалюком робили щоденний огляд інженерних загороджень периметра. Від отриманих поранень помер у медичному гелікоптері.

### Бойові дії у травні
- Барикади прихильників ДНР біля міськради. Травень 2014.
- Український БМД-2 на блок-пості між Краматорськом й містом Слов'янськ. Травень 2014
- ІМР-2 біля міськради Краматорська, захоплений бойовиками. 15 травня 2014
- Передислокація українських військ і бій під Семенівкою 5 травня 2014

11 травня 2014, за словами в.о. голови Адміністрації Президента України Сергія Пашинського, антитерористична операція в районі міст Красний Лиман, Слов'янськ та Краматорськ у Донецькій області перейшла у фінальну стадію.
15 травня поблизу с. Староварварівка у 30 км від Краматорська, та поблизу самого Краматорська, відбулась операція українських силовиків, яку називали фінальним етапом боротьби з терористами.
18 травня проросійськими бойовиками здійснений обстріл міста Краматорськ та вчинено напад на 5 блок-постів та базовий табір Збройних сил України поблизу Слов'янська і Краматорська. Під час спецоперації зі затримки злочинців українськими військовими нейтралізовані кілька проросійських бойовиків та захоплено ПЗРК «Гром». В ході слідства з'ясувалося, що двоє із затриманих озброєних злочинців виявилися журналістами фейкового російського телеканалу «LifeNews» та видання «Известия» медіахолдингу «Ньюс-Медіа».
20 травня 2014 року в Інтернеті з'явилось відео, на якому зафіксовано, як жительки м. Краматорськ оточили автобус із терористами й вимагали, аби ті залишили місто, і після словесної перепалки терористи поїхали, після чого на їх адресу почались численні погрози з боку проросійських бойовиків «повісити на георгіївських стрічках».

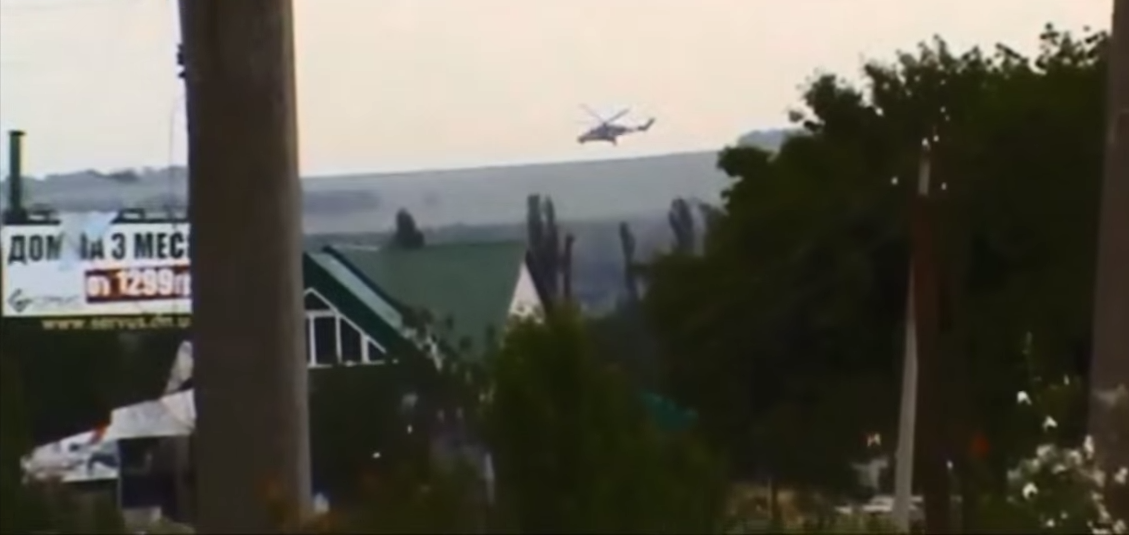
Мі-24 армійської авіації України атакує позиції бойовиків у передмісті. Семенівка, 3 червня 2014.

Чергова хвиля антитерористичної операції в напрямі Краматорська почалась 25 травня, українська армія провела обстріл вогневих позицій бойовиків з повітря. 10 червня в часі нічних боїв у Краматорську проросійські сепаратисти зазнали втрат, однак інформація про їхню кількість сильно різнилась. Уночі сепаратисти протягом 3 годин обстрілювали позиції українських силовиків на території аеропорту, вояки завдали ударів у відповідь, знищивши один блокпост, дві мінометні установки та одну інженерну машину розгородження — її бойовики захопили на ремонтному заводі в Краматорську. Штаб АТО повідомив про близько 40 вбитих бойовиків, останні ж заявили про втрату 1 бійця та 2 поранених. Втрати армії й Нацгвардії бойовики оголосили кількістю 20 осіб, українське керівництво натомість заявило, що убитих немає.
17 червня бої за Краматорськ поновились, терористи здійснили обстріли Амвросіївки, Луганська і Слов'янська.

### Визволення міста

5 липня, у результаті поразки в боях за Слов'янськ, сили ДНР покинули Краматорськ, після чого він був зайнятий українськими військами.
2 лютого 2016 року постановою Верховної Ради України прийнято, що День звільнення Краматорська (5 липня) має бути урочисто відзначено на державному рівні у 2016 році (друга річниця).

## Наслідки
28 липня з нагоди визволення місцеві жителі влаштували проукраїнський мітинг. Балов Павло Олександрович — майор 8-го окремого полку спеціального призначення Збройних сил України, особисто керував встановленням Державного прапора; його підрозділ здійснив складну операцію після збиття терористами Ан-26, вдалося врятувати 8 пілотів. Патріотична хода містом влаштовувалась також на день міста 27 вересня, а також Дня захисника України 14 жовтня.

## Відео
- Захоплення сепаратистами адмінбудівлі в Краматорську. [Архівовано 12 листопада 2014 у Wayback Machine.]
- В ході антитерористичної операції в Краматорську попередили спробу захоплення військового аеропорту. [Архівовано 14 листопада 2014 у Wayback Machine.]
- Лента за лентою в центрі Краматорська [Архівовано 4 січня 2016 у Wayback Machine.]
- Скорочена версія подій [Архівовано 27 липня 2019 у Wayback Machine.]